# Desacelerador supersónico de baja densidad
El desacelerador supersónico de baja densidad o LDSD (por sus siglas en inglés, Low-Density Supersonic Decelerator) es un prototipo de vehículo de entrada atmosférica desarrollado por el Jet Propulsion Laboratory de la NASA para investigar nuevas maneras de aterrizar de forma segura grandes cargas en Marte (entre 2 y 3 toneladas, en contraposición con el máximo de 1 tonelada que permiten los sistemas actuales). 
El LDSD utiliza una estructura inflable con forma de donut denominada SIAD (Supersonic Inflatable Aerodynamic Decelerator), la cual crea una gran fricción atmosférica que desacelera el vehículo. Cuando la velocidad se ha reducido suficientemente, el vehículo despliega un paracaídas supersónico que la reduce aún más hasta el régimen subsónico.
El primer vuelo de prueba fue realizado a las 8:45 (hora local) del 28 de junio de 2014, desde la isla de Kauai en el estado de Hawái (Estados Unidos). En esta prueba alcanzó los 55.000 metros de altitud elevado por un globo de helio desde donde finalmente se le dejó caer sobre el océano Pacífico. Otro vuelo de prueba fue realizado en 2015 y un tercero está previsto en 2016.

## Galería

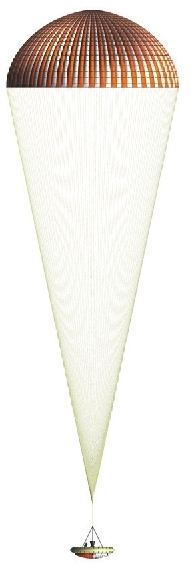
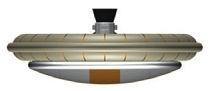
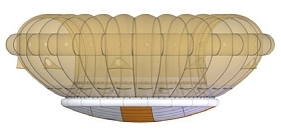
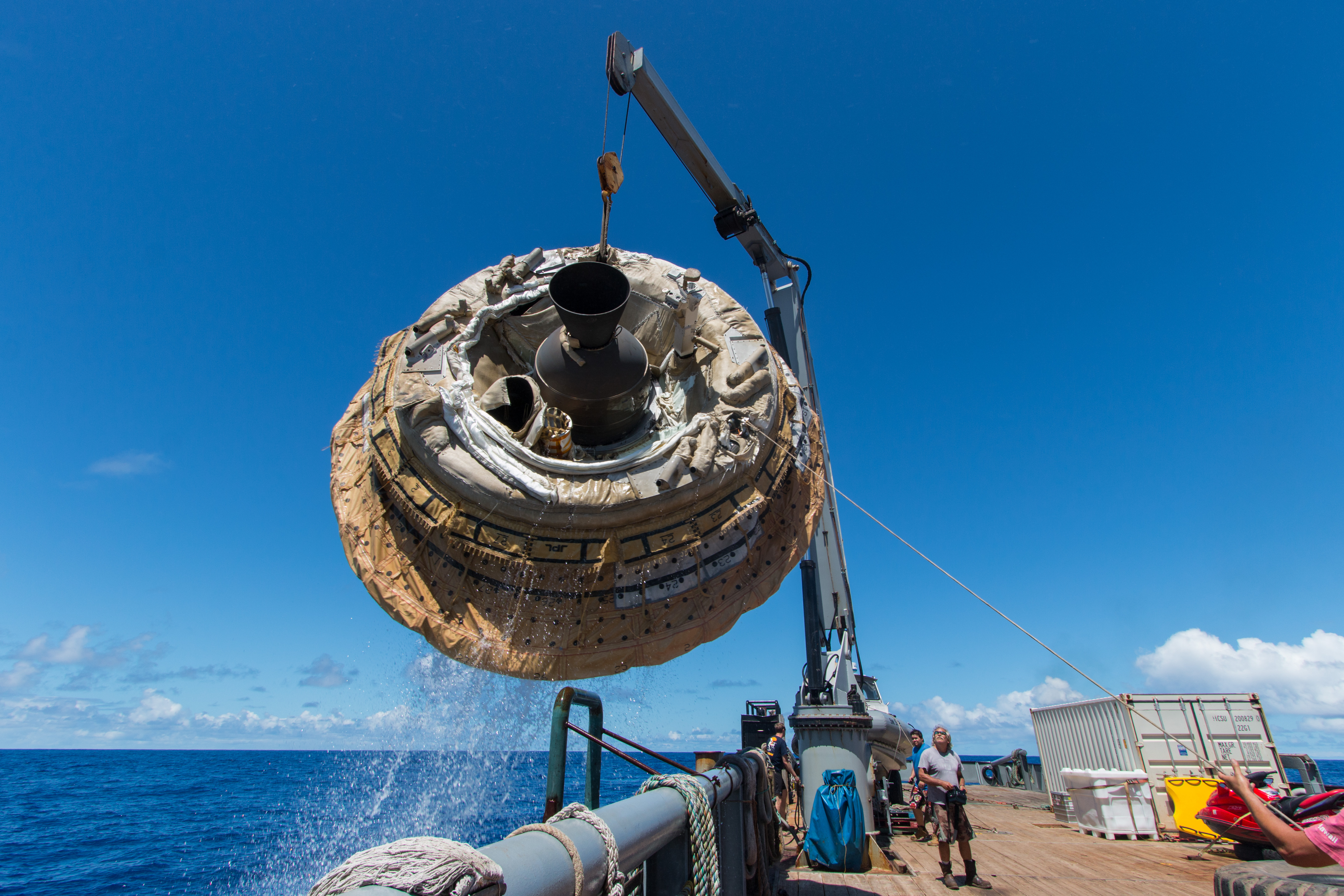
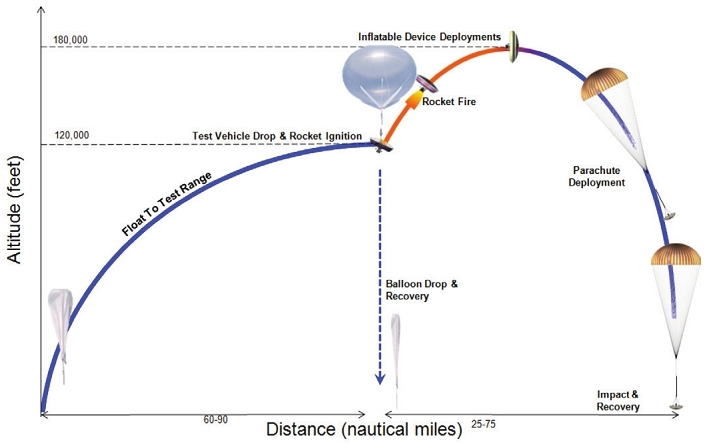